# Rocky Jones, Space Ranger
Rocky Jones, Space Ranger ist eine US-amerikanische Science-Fiction-Fernsehserie, die von 1952 bis 1955 produziert und per Syndication ausgestrahlt wurde. Sie war die erste Science-Fiction-Serie, die nicht in der Form einer Liveübertragung produziert wurde, wie z. B. Space Patrol, sondern auf 35-mm-Film gedreht wurde, wodurch zwar wesentlich höhere Produktionskosten entstanden, aber auch eine erheblich höhere technische, dramaturgische und schauspielerische Qualität erzielt werden konnte.

## Handlung
Die Space Rangers sind in der Nahzukunft die Weltraumpolizei der United Worlds des Solarsystems. Rocky, Winky, Vena und der ca. 12 Jahre alte Bobby bilden die Besatzung des Orbit Jet XV-2, der später durch die Silver Moon XV-3 abgelöst wird. Sie sind unermüdlich auf kosmischer Patrouille, um die demokratischen Werte der Vereinten Welten zu schützen und totalitäre Regime zu stürzen. Eine ständige Gegnerin ist Cleolanta, die Herrscherin des Planeten Ophecius, auf dem eine matriarchalische Herrschaftsform besteht, die als Gefahr für die gesellschaftliche Ordnung in den Vereinigten Welten angesehen wird. Dagegen ist die Herrscherin des Planeten Herculon, Juliandra, den Vereinigten Welten gut gesinnt. Allerdings ist ihre Zwillingsschwester Noviandra immer bestrebt, das Verhältnis zwischen Herculon und den Rangern zu stören.
Professor Newton (später Professor Mayberry) ist der Wissenschaftsoffizier der Space Ranger und besitzt das Newton-Observatorium. Astronomische Probleme und Besonderheiten werden den Rangern durch Newton erklärt. Wieso sich Bobby an Bord des Raumschiffs befindet, bleibt unklar; ebenso, was mit seinen Eltern geschehen ist.

## Produktionsgeschichte
Produzent Reeds Vorbilder für die Serie waren Space Patrol, Captain Video and His Video Rangers und Tom Corbett, Space Cadet. Zur Qualitätssteigerung wurde Rocky Jones jedoch auf 35-mm-Film gedreht. Dieses wesentlich kostspieligere und technisch aufwändigere Verfahren bot die Möglichkeit, realistisch wirkende Tricks aufzunehmen, außerdem konnten misslungene Szenen neu gedreht werden, was bei Livesendungen automatisch entfällt. Auch konnten Einstellungen und Sequenzen beliebig montiert werden, während bei Liveübertragungen nur ein Schnitt durch mindestens zwei Kameras möglich ist.
Während der Dreharbeiten wurde Scotty Beckett straffällig und musste aus der Produktion ausscheiden. Seine Figur des Winky wurde daher durch Biffen Cardosa ersetzt (gespielt von James Lydon). Nach der Fertigstellung der ersten 26 Episoden verstarb der Darsteller von Professor Newton, Maurice Cass; die Figur wurde durch Professor Mayberry (gespielt von Reginald Sheffield) ersetzt.
Der Pilotfilm wurde für 25.000 US-Dollar (seinerzeit umgerechnet 100.000 DM) zwischen Januar und April 1952 gedreht, jedoch nie ausgestrahlt. Allerdings wurden Sequenzen daraus für die Serie genutzt. Die 39 Episoden sind bis auf drei Ausnahmen als Dreiteiler angelegt. Da die Serie im Gegensatz zur Konkurrenz keine Werbesponsoren besaß, geriet die Produktionsfirma schon während der Ausstrahlung in finanzielle Schwierigkeiten. Waren die ersten 26 Episoden mit relativ großem Aufwand produziert worden, gerieten die Arbeiten an den letzten Episoden unter Zeitdruck. Obwohl die Serie weiterhin beliebt war, musste ihre Produktion im Oktober 1954 eingestellt werden.
Erstaunlicherweise erlebte die Serie ihre weitaus größere Verbreitung auf dem nationalen Markt erst, nachdem die Rechte von der „Music Corporation of America“ (MCA) übernommen wurden. Begleitet von einer intensiven Merchandisingkampagne, zu der neben Thermosflaschen, Frühstücksdosen und Bekleidung aller Art auch eine eigene Serie bei Charlton comic books gehörte, erzielte Rocky Jones in einigen Städten wie Boston und Cleveland Spitzeneinschaltquoten. Richard Crane tourte 1954 sechs Monate lang in seiner Space-Ranger-Uniform durch die Staaten, um die Serienartikel zu vermarkten.
Ein weiterer Erfolg für die Serie war ihre Montage und Neuverwertung als Spielfilm für den Kinomarkt. Zehn der zwölf dreiteiligen Episoden wurden, außergewöhnlich für eine Fernsehproduktion, aber aufgrund ihrer 35-mm-Aufnahmen technisch machbar, als Spielfilme ediert und in Kinos aufgeführt.

## Überlieferung
Die Serie ist aufgrund des erhaltenen Filmmaterials in guter Qualität überliefert und komplett auf DVD ediert.